# Трунова, Лилия Алексеевна
Лилия Алексеевна Трунова (13 марта 1928 — 6 марта 2016) — советский и российский учёный в области иммунологии репродукции и экологической иммунологии, член-корреспондент Российской академии наук (2014).

## Биография
Окончила Черновицкий медицинский институт (1952). Трудовую деятельность начала на должности врача-лаборанта кафедры микробиологии института. В 1960 г. защитила диссертацию на соискание ученой степени кандидата медицинских наук. 
В 1960—1970 гг. — заведующая ревмато-иммунологической лаборатории Новосибирского медицинского института.
С 1970 г. работала в НИИ экспериментальной и клинической медицины Сибирского отделения РАМН: заведующая лабораторией экологической иммунологии, затем главный научный сотрудник лаборатории иммунологии.
Создала в Новосибирске Межведомственный центр Министерства здравоохранения РСФСР охраны здоровья матери и ребёнка.
Доктор медицинских наук, профессор.
Член-корреспондент РАМН (1986), член-корреспондент РАН (2014).
Почетный член Международного координационного комитета по иммунологии репродукции, почетный член Международного общества иммунореабилитации, член Всероссийского общества иммунологов и Европейского общества «Иммунология репродукции», член редакционной коллегии журналов «Иммунопатология, аллергология и инфектология», «Клиническая иммунология и аллергология. Иммунореабилитация. Иммунофармакология». В течение ряда лет возглавляла Новосибирское отделение детского фонда им. В.И.Ленина.

## Научная деятельность
Основное научное направление – изучение фундаментально-прикладных закономерностей функционирования иммунной системы человека в норме и при инфекционно-воспалительной патологии в экологически неблагоприятных условиях крупных промышленных центров, выявлению донозологических критериев нарушения адаптационных механизмов иммунной системы, разработке программ иммунореабилитации.
Разрабатывала одно из приоритетных направлений медицины своего времени — иммунологию репродукции. Исследовала роль иммунных механизмов, влияния различных факторов на основных этапах онтогенеза. В рамках исследовательских работ в области экологической иммунологии была предложена концепция оценки функционального состояния иммунной системы при хронических инфекционных заболеваниях.
Автор более 400 научных пбуликаций, среди них — монография «Иммунология репродукции». По научным руководством Трудовой были защищены более 40 докторских и кандидатских диссертаций.

## Награды и звания
Награждена орденом «Знак Почёта», медалью ордена «За заслуги перед Отечеством» 2 степени.